# Bila, Ternopil
Bila (în ucraineană Біла) este o comună în raionul Ternopil, regiunea Ternopil, Ucraina, formată numai din satul de reședință.

## Demografie
Componența lingvistică a comunei Bila
     Ucraineană (99,15%)
     Alte limbi (0,71%)
Conform recensământului din 2001, majoritatea populației comunei Bila era vorbitoare de ucraineană (99,15%), existând în minoritate și vorbitori de alte limbi.